# Dialogo sopra i due massimi sistemi del mondo
(Simplicio nel Dialogo sopra i due massimi sistemi del mondo, Giornata prima)
Il Dialogo sopra i due massimi sistemi del mondo è un celebre trattato di Galileo Galilei, scritto sotto forma dialogica negli anni tra il 1624 e il 1630, durante il suo soggiorno presso Villa Sagredo nella Riviera del Brenta, e pubblicato nel 1632, con il frontespizio inciso da Stefano della Bella
L'opera è strutturata come un dialogo verbale fra tre personaggi: Simplicio (che riprende il nome dell'antico filosofo del VI secolo Simplicio di Cilicia), Giovanni Sagredo e Filippo Salviati. Il testo ebbe da subito un enorme successo, ma la Chiesa, che dapprima ne aveva concesso l'imprimatur, mutò radicalmente la sua posizione, inserendolo nell'Indice dei libri proibiti nel 1633. 
Il Dialogo si presenta, nonostante la lettera nicodemica iniziale, come una confutazione del sistema tolemaico-aristotelico a favore di un sistema copernicano, benché le teorie moderne rivelino l'inesattezza della dimostrazione galileiana sulle maree.
Si pone però come un importante scritto filosofico all'interno di quella che sarà l'imminente rivoluzione scientifica, conciliando linguaggio e semplicità divulgative. Il nuovo metodo scientifico (o appunto metodo galileiano) si muoverà da questa sua pubblicazione, in particolar modo verrà esplicata la teoria della conoscenza di Galileo. Oltre che un trattato scientifico-astronomico infatti si presenta come una grande opera filosofica.

## La storia delDialogo

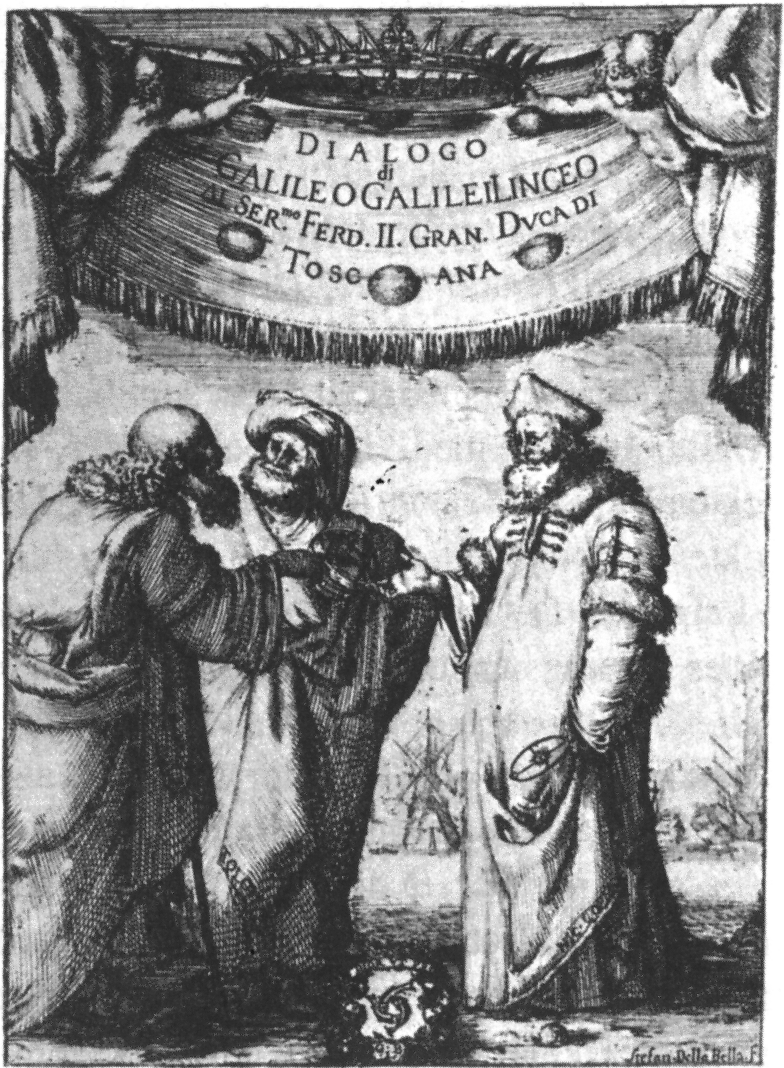
Antiporta del Dialogo di Galileo Galilei (Firenze, 1632)

La fama delle sue scoperte scientifiche fece chiamare Galilei a Firenze come Primo matematico e filosofo, dal Granduca di Toscana, Cosimo II de' Medici. Galilei accettò dunque l'incarico, non solo per onore, ma anche per sopperire alle necessità economiche della madre e dei fratelli, che da sempre lo assillavano.

Cresceva però così il rischio di essere esposto maggiormente all'Inquisizione romana: nonostante gli astronomi della Compagnia di Gesù della Specola Vaticana avessero ufficialmente approvato le sue scoperte astronomiche nel 1611 e le avessero difese contro gli scienziati laici, tuttavia iniziavano a diffondersi negli ambienti ecclesiastici le tesi che sostenevano un'eresia all'interno della dottrina copernicana, contraria a ciò che le Sacre Scritture dichiaravano in merito alla cosmologia.
Nel 1616, il libro di Copernico, che sosteneva le tesi eliocentriche, viene messo all'Indice e, contro ogni prudenza, Galilei decise di recarsi a Roma per perorare la sua tesi davanti al papa Paolo V. Galileo, con l'appoggio dell'Accademia dei Lincei, si esponeva per difendere una dottrina in cui credeva, con la speranza di essere riconosciuto come grande scienziato anche a Roma e infine per evitare quella frattura con la Chiesa che avrebbe avuto gravi conseguenze per la sua sincera fede cattolica e per la verità della scienza. Galilei fu ben accolto formalmente ma, anche se non costretto all'abiura, fu ammonito dal cardinale Bellarmino sul carattere eretico della dottrina copernicana e quindi invitato ad abbandonarla e a non insegnarla. Galilei secondo il decreto del Sant'Uffizio acquievit et parere promisit (acconsentì e promise di obbedire).
Tornato a Firenze, sostenne una polemica sulla natura delle comete con il gesuita Orazio Grassi, il quale sosteneva giustamente che fossero corpi celesti mentre Galilei, erroneamente, credeva si trattasse di apparenza prodotte dalla luce solare sul vapore atmosferico. Nello stesso anno diveniva papa Urbano VIII, il cardinale Barberini, protettore dell'eretico Tommaso Campanella, e Galilei pensò che fosse giunto il momento opportuno di riprendere la sua battaglia scientifica, e pubblicò “Il Saggiatore” in cui ribadì quanto sostenuto in precedenza contro il Grassi (chiamandolo “Sarsi”), e pose le basi del metodo sperimentale moderno.
Era previsto che il dialogo, il cui titolo avrebbe dovuto essere Del flusso e riflusso, fosse pubblicato a Roma a cura dell'Accademia dei Lincei e Galileo, completata l'opera nel gennaio 1630, vi si recò in marzo per ottenere l'imprimatur ecclesiastico. Ripartì da Roma il 26 giugno, con le assicurazioni degli esaminatori, i domenicani Niccolò Riccardi e Raffaello Visconti, dell'autorizzazione alla stampa con poche modifiche non sostanziali.
Il 1º agosto moriva però Federico Cesi, il patrono dell'Accademia dei Lincei, e questa rinunciò a pubblicare l'opera, così che Galileo decise di pubblicarla a Firenze: qui ottenne rapidamente l'autorizzazione dal domenicano Giacinto Stefani, ma occorreva anche l'autorizzazione da Roma, che tardava a venire. Finalmente, nel luglio del 1631, padre Riccardi inviò all'inquisitore di Firenze l'autorizzazione alla stampa, una bozza di prefazione e l'ordine di mutare il previsto titolo Sul flusso e riflusso: questo titolo, che richiamava quella che Galileo considerava la prova della correttezza del sistema copernicano, fu mutato in Dialogo di Galileo Galilei Linceo, dove ne i congressi di quattro giornate, si discorre sopra i due massimi sistemi del mondo, tolemaico e copernicano, e l'opera poté essere pubblicata a Firenze il 21 febbraio 1632.
L'opera, stampata da Giovan Batista Landini, usava l'espediente letterario di evitare una esplicita presa di posizione facendo intervenire un personaggio neutrale tra i due contendenti - Sagredo. Nella prefazione, con la Lettera al Discreto Lettore, lo stesso Galilei dichiarava che, pur evidenziandosi la superiorità della dottrina copernicana, egli personalmente sosteneva la fermezza della terra, ovviamente per motivi religiosi. Il titolo completo, in principio, fu Dialogo di Galileo Galilei Linceo Matematico Sopraordinario dello Studio di Pisa e Filosofo e Matematico Primario del Serenissimo Gr. Duca di Toscana, dove ne i congressi di quattro giornate si discorre sopra i due Massimi Sistemi del Mondo, Tolemaico e Copernicano, proponendo indeterminatamente le ragioni filosofiche e naturali tanto per l'una, quanto per l'altra parte, anche se Galileo, durante la stesura, era più propenso al titolo De fluxu et refluxu maris: Sul flusso e il reflusso del mare. Il revisore dell'opera però, tale padre Riccardi, si oppose ad un titolo che alludesse a tal modo al copernicanesimo, di cui le maree erano una delle prove fisiche (anche secondo Galileo).

L'elezione a pontefice dunque valse l'imprimatur al libro, ma si capì ben presto che la tesi tolemaica, mediante il personaggio Simplicio, era considerata nel libro erronea: severamente richiamato a Roma dall'Inquisizione, venne condannato poi per aver scritto un'opera più perniciosa della dottrina luterana e calvinista. Il nemico maggiore di Galileo era da una parte Papa Urbano VIII, per il potere posseduto, dall'altra il gesuita Christopher Scheiner, che scrisse inoltre un'opera intitolata Rosa ursina, appunto contro Galileo. Gli ordini ecclesiastici vietarono ogni forma di diffusione: nel giugno 1633 il libro veniva proibito e Galileo doveva firmare l'abiura. L’opera infine ottenne l’autorizzazione da parte della Chiesa nell’anno 1710. Nel 1740 uscì a Padova un’edizione completa delle opere di Galilei; il Dialogo è contenuto nel IV volume.

### La Chiesa e ilDialogo
"In virtù della missione che le è propria, la Chiesa ha il dovere di essere attenta alle incidenze pastorali della sua parola. Sia chiaro, anzitutto, che questa parola deve corrispondere alla verità. Ma si tratta di sapere come prendere in considerazione un dato scientifico nuovo quando esso sembra contraddire delle verità di fede. Il giudizio pastorale che richiedeva la teoria copernicana era difficile da esprimere nella misura in cui il geocentrismo sembrava far parte dell'insegnamento stesso della Scrittura. Sarebbe stato necessario contemporaneamente vincere delle abitudini di pensiero e inventare una pedagogia capace di illuminare il popolo di Dio. Diciamo, in maniera generale, che il pastore deve mostrarsi pronto a un'autentica audacia, evitando il duplice scoglio dell'atteggiamento incerto e del giudizio affrettato, potendo l'uno e l'altro fare molto male. " (dal Discorso di S. S. Giovanni Paolo II ai membri della Pontificia Accademia delle Scienze riuniti in assemblea plenaria il 31 ottobre 1992)
La Chiesa della Controriforma condannava Galilei come eretico, perché la diffusione della sua dottrina metteva in discussione l'interpretazione religiosa della Scrittura già scossa dalla pretesa dei luterani del libero esame della Bibbia. La Chiesa non poteva tollerare, chiusa com'era nella sua autodifesa, che anche dalla scienza le venissero nuovi attacchi alla sua funzione di interprete vera ed unica del verbo divino.
In effetti sia Galilei che la Chiesa si ponevano come "difensori" degli ignoranti. Galilei infatti era portatore di «un cristianesimo sincero riconosciuto nella sua funzione pedagogica e morale...la proclamazione della verità a tutti...assume ai suoi occhi valore di missione... Sagredo nel dialogo lo implora di lasciar perdere gli ignoranti: "...perché ella vuole martireggiarsi da se stessa per convertire gli ignoranti, i quali infine non essendo predestinati e eletti, bisogna lasciarli cadere nel fuoco dell'ignoranza." Risponde Galilei che alla verità è intrinseca la necessità di comunicarsi a tutti e di operare per il bene di tutti.»
Ma anche la Chiesa con il suo atteggiamento difendeva, oltre ai suoi princìpi, il diritto all'ignoranza, il diritto alla "non verità" degli umili già sbalestrati da un mondo che cambiava rapidamente e che essi non capivano. Ma la Chiesa avrebbe dovuto «contemporaneamente vincere delle abitudini di pensiero e inventare una pedagogia capace di illuminare il popolo di Dio»
Tuttavia ha scritto Ernst Bloch: premesso che «una volta data per certa la relatività del movimento, un antico sistema di riferimento umano e cristiano non ha alcun diritto di interferire nei calcoli astronomici e nella loro semplificazione eliocentrica; tuttavia, esso ha il diritto di restar fedele al proprio metodo di preservare la terra in relazione alla dignità umana e di ordinare il mondo intorno a quanto accadrà e a quanto è accaduto nel mondo.». Vale a dire il diritto di continuare a conservare una visione, sia pure errata dell'universo, ma conforme al passato e come la più idonea a capire il futuro

### Giudizio morale e giudizio storico
Quanto alla cosiddetta riabilitazione di Galilei da parte della Chiesa bisogna tener presente che la dottrina cattolica si basa su dogmi e questi non possono certamente adattarsi alle contingenze storiche. La Chiesa quindi non può far altro che dichiarare il processo a Galileo Galilei nullo per ragioni giuridico-formali o politiche.
Il giudizio storico su questa vicenda è già stato emesso dalla storia che ha chiarito le motivazioni storiche dello scontro tra la scienza galileiana e la gerarchia ecclesiastica romana per le quali da una parte Galileo non ha nulla da cui "riabilitarsi" di fronte all'umanità così come dall'altra appare storicamente evidente che la Chiesa della Controriforma agiva per difendere la sua autorità nell'interpretazione dei testi sacri.
È quando ci avventuriamo ad emettere un giudizio secondo la nostra moderna morale che pretendiamo scorgere nel comportamento di Galilei e della Chiesa aspetti da assolvere o condannare. È nell'ottica di un giudizio morale che la Chiesa parla oggi di "riabilitazione" di Galilei, mentre il giudizio storico dovrebbe esimere la Chiesa dall'inutile compito di cercare giustificazioni ormai antistoriche e in contraddizione con l'immutabilità della dottrina da lei stessa sostenuta. Ed è altrettanto per un giudizio morale che si vuole fare di Galilei, uomo sinceramente religioso, un martire del libero pensiero, vittima dell'oscurantismo religioso. È evidente l'inconciliabilità di questi contrapposti giudizi che non servono a giudicare storicamente e a capire cosa è avvenuto.

## IlDialogo
(Ludovico Geymonat - Prefazione dell'opera, 1632.)

### Il contenuto
Il dialogo si svolge lungo l'arco di quattro giornate:
- Giornata prima: confronto iniziale tra sistema copernicano (eliocentrico) e aristotelico-tolemaico (geocentrico).
- Giornata seconda: il moto di rotazione giornaliera della Terra. In questa giornata, per spiegare il fatto che l'uomo sulla terra non ne percepisce il movimento, poiché è solidale ad esso, si riporta l'esempio di ciò che avviene all'interno di una barca in movimento.
- Giornata terza: si apre con un'invenzione scenica che conferma la presenza dell'ironia come procedimento retorico all'interno del Dialogo. L'aristotelico Simplicio arriva infatti in ritardo in quanto la sua gondola è rimasta arenata nei canali di Venezia a causa della bassa marea; questo pretesto viene usato da Galileo per discutere sulle alte e basse maree, evidenza fisica del sistema copernicano in generale e del moto terrestre in particolare.
- Giornata quarta: è dedicata interamente all'argomento del flusso e reflusso del mare, considerato erroneamente da Galilei come vero e proprio elemento probatorio dell'ipotesi copernicana.

### I personaggi
Il Dialogo è impostato e portato avanti da tre diversi personaggi: due di questi, Salviati e Simplicio, sono due scienziati; il terzo invece è un patrizio veneziano, Sagredo. La scelta dei personaggi e il loro numero infatti non è casuale: Galileo utilizza i due scienziati come portavoce dei due massimi sistemi del mondo, cioè delle due teorie che in quel periodo andavano scontrandosi. Il terzo interlocutore rappresenta invece il discreto lettore, l'intendente di scienza, colui a cui è destinata l'opera: interviene infatti nelle discussioni chiedendo delucidazioni, contribuendo con argomenti più colloquiali, comportandosi come un medio conoscitore di scienza.

(Salviati, Giornata prima)
Salviati poi informa anche di un quarto personaggio, probabilmente lo stesso Galilei, ricordato nel dialogo come l'Accademico Linceo (Galileo divenne membro dell'Accademia dei Lincei nel 1611).
Filippo Salviati (1582 - 1614)
Salviati è uno scienziato e astronomo proveniente da una nobile famiglia fiorentina. Si fa portavoce delle idee copernicane di Galileo: viene descritto dall'autore come uno scienziato con una personalità equilibrata, acuto e soprattutto razionale. Nel Dialogo ha una duplice funzione: controbattere alle teorie di Simplicio e allo stesso tempo correggere le ingenuità di Sagredo, cercando quindi di chiarire le evidenti difficoltà che comportava la teoria copernicana del tempo.
Giovanni Francesco Sagredo (1571 - 1620)
Sagredo è un nobile e colto veneziano, di idee progressiste e di grande esperienza, si interessa al dibattito sebbene non sia un astronomo professionista; egli costituisce una sorta di moderatore tra le due parti e rappresenta i destinatari dell'opera: persone curiose ma per nulla esperte della materia trattata. Il riferimento storico è preciso: Giovanni Francesco infatti fu un nobile diplomatico della Repubblica di Venezia, nemico in particolar modo della censura religiosa.
Simplicio
(Simplicio, Giornata prima)
Simplicio è un peripatetico dalla rigida impostazione propria dei docenti di filosofia naturale (ossia di fisica) delle università italiane del tardo Rinascimento. Diversamente dal caso di Filippo Salviati e di Sagredo, il suo nome non si riferisce a un contemporaneo di Galilei: il suo nome ricorda infatti quello di un celebre commentatore delle opere di Aristotele, Simplicio di Cilicia, ed è utilizzato per identificare il difensore delle posizioni degli scienziati appartenenti alla corrente strettamente aristotelica. Certamente, sotto questo nome Galilei non nascose - come sostennero alcuni nemici dello scienziato pisano - il papa Urbano VIII, il quale, anzi, era colui nel quale Galilei massimamente sperava affinché la propria tesi fosse accolta anche dalla Chiesa: il papa in questione, infatti, era molto interessato anche a questo tipo di studi.

A Galileo non sfuggiva l'implicazione ironica del nome, che in italiano ricorda l'aggettivo semplice. Duplice può esserne dunque il significato: da una parte potrebbe indicare ciò che è semplice, chiaro, evidente, facilmente dimostrabile; dall'altra invece potrebbe voler dire banale, sciocco, privo di sapere. Simplicio però non è uno sciocco, né è un sempliciotto. Piuttosto è il modello del filosofo naturale universitario tardo-rinascimentale. Con questo nome, dunque, Galilei sembra voler mettere in guardia il lettore circa il fatto che non ogni dottrina che appare intuitivamente semplice - quale è quella aristotelica - è per questo vera.

È invece possibile che, sotto il nome di Simplicio, Galilei abbia voluto indicare la figura di Cesare Cremonini (1550 - 1632), celeberrimo collega di Galilei a Padova e autorevolissimo, oltre che intransigente, filosofo aristotelico. Un autore rinomatissimo e ancora vivente - a differenza di Salviati e di Sagredo - al tempo della stesura del Dialogo, e dunque non nominabile, o ancora Carlo Rinaldini - il quale, però, al tempo della pubblicazione del Dialogo aveva solo diciassette anni - anch'egli professore a Pisa, del quale è attestato il soprannome di Simplicio proprio nell'ambiente galileiano.

### Lo stile
(Francesco De Sanctis, Storia della Letteratura Italiana)
(Giuseppe Parini)
Lo strumento letterario e l'uso del volgare potevano consentire a Galileo un'operazione di politica culturale molto varia e complessa, come quella tentata con il Saggiatore. La lettura di questo utilizzo, quindi, può essere duplice: da una parte si contrappone al latino della Chiesa e delle diverse Accademie che si basavano sul principio di auctoritas, rispettivamente, biblico ed aristotelico; dall'altra la precisa volontà di rivolgersi non solo ai dotti astronomi ed intellettuali, ma anche alle classi meno colte, ai tecnici che non conoscevano il latino ma che potevano comunque comprendere queste teorie. L'uso del volgare quindi è subordinato anche all'intento divulgativo dell'opera. Si viene a delineare dunque una forte rottura con la tradizione precedente anche per quanto riguarda la terminologia: Galileo, a differenza dei suoi predecessori, non prende spunto dal latino o dal greco per coniare nuovi termini, ma li riprende, modificandone l'accezione, dalla lingua volgare.
Inoltre, secondo Alexandre Koyré, il Dialogo non è propriamente un'opera di fisica o di astronomia. È innanzitutto "un libro di critica; un'opera di polemica e di battaglia; nello stesso tempo è un'opera pedagogica, un'opera filosofica, ed è infine un libro di storia: 'la storia dello spirito di Galileo'". Galileo punta a persuadere un pubblico non esperto, benché colto, e a questo serve la forma dialogica chiaramente mutuata dai dialoghi platonici. Il tono leggero della conversazione, con le costanti digressioni, lungaggini e ripetizioni, è tipica delle discussioni dei salotti e delle botteghe. Ma l'arma più potente dell'autore è la retorica polemica: "la critica incisiva, corrosiva e tagliente, l'ironia, che si burla dell'avversario, che lo rende ridicolo e con ciò stesso mira a distruggere l'autorità che ancora gli rimane".

### IlGran Navilio
(Salviati, Giornata seconda.))
Galileo, per mezzo di Salviati, invita così Simplicio e Sagredo, ma soprattutto il lettore, ad un esperimento mentale: immaginandosi sotto coperta di una nave infatti stabilisce un'analogia tra gli avvenimenti che accadono quotidianamente sulla superficie terrestre e quelli che avvengono su un Gran Navilio. Il lettore viene così trasportato sottocoperta di una nave, in modo da non essere soggetto all'attrito dell'aria, e qui, sottocoperta, iniziano a verificarsi gli stessi avvenimenti, senza che ci possa essere nulla che permetta di rilevare il moto della nave. Salviati infatti argomenta sostenendo che se il Gran Navilio si muovesse a velocità uniforme e non subisse variazioni rispetto al senso di marcia, allora sarebbe impossibile capire se la barca sia in movimento o ferma. Tutti i fenomeni che accadono sulla superficie terrestre infatti, a queste condizioni, accadono immutati sotto coverta e si svolgerebbero allo stesso modo anche supponendo il moto rotazionale terrestre.
Questo accade perché il Gran Navilio si muove, il suo movimento si trasmette a tutti gli oggetti che si trovano al suo interno e si conserva, sommandosi allo stesso modo con il movimento o lo stato di quiete, senza che questo determini alcuna variazione. Ma ciò ha anche un'implicazione ben precisa: non esiste un sistema di riferimento considerato assoluto; in particolar modo questa concezione relativistica mette la Terra e l'uomo non più come punto di riferimento centrale, ma in relazione a qualcos'altro, venendo a cadere così la centralità di questi.
Un altro aspetto non meno importante è l'esperimento in sé: questa parte del metodo galileiano infatti si basa su un esperimento che è riproducibile solamente nella mente di chi lo compie. Galileo offre un'analisi dettagliata di molti fattori che potrebbero influenzare la riuscita dell'esperimento, ma che vengono poi eliminati per poter ricreare quelle condizioni ideali perché il fenomeno avvenga: importante quindi è anche il ruolo che gioca la matematica, perché non è importante arrivare solamente ad una dimostrazione qualitativa, ma anche ad una dimostrazione quantitativa del fenomeno.

## Il pensiero di Galilei
(Galileo Galilei, lettera Alla Granduchessa madre Cristina di Lorena.)
Con Galilei arriva a conclusione quel tema che aveva attraversato tutta la filosofia medioevale: l'intellectus fidei: il rapporto tra ragione e fede. Tra la natura e la Scrittura, sostiene Galilei, non ci può essere contraddizione poiché derivano ambedue da Dio, somma verità; ma quando questo contrasto sembra esserci, si deve mettere in dubbio la Scrittura perché la natura segue le sue leggi e non si preoccupa di farsi capire da tutti: al contrario, la Scrittura si esprime in modo da farsi intendere anche dagli uomini più semplici. La Scrittura rimane comunque indiscutibile quando tratta di fede ma è essa che va interpretata alla luce delle verità scientifiche e non viceversa; non si può cambiare la natura perché è in contrasto con la Scrittura: è questa che si deve adattare alle limitate capacità della comprensione umana.
La Chiesa sostiene che la teologia è la regina delle scienze: certo è così, ma nel senso che indirizza gli uomini alla salvezza e non perché contenga verità scientifiche superiori. La teologia è come il principe che comanda ai medici, agli architetti ma non si sostituisce a loro. Le scienze sono autonome dalla teologia, dalla autorità della Scrittura ed anche della filosofia fosse pure quella di Aristotele.
L'interpretazione aristotelica dell'universo che la Chiesa ha fatto propria va infatti abbandonata. Grande è stata la scienza del sommo Aristotele, che però non ha descritto un mondo reale ma di carta, fatto di parole; questo è accaduto non perché Aristotele fosse un incompetente ma perché era figlio del suo tempo; Aristotele va apprezzato e giustificato storicamente ma ciò che sosteneva era errato.

### La conoscenza matematica: l'Uomo come Dio
(Salviati, Prima giornata.)
La matematica accompagna il metodo scientifico galileiano in tutte le sue regole a cominciare dalla misurazione quantitativa del fenomeno passando per l'ipotesi e l'esperimento sino alla elaborazione della legge, espressa in termini matematici.
Ed è tanto valida la matematica nel dare certezza alla conoscenza che per Galilei l'intelletto umano, quando ragiona matematicamente, è uguale a quello divino ( «...quanto alla verità di che ci danno cognizione le dimostrazioni matematiche, ella è l'istessa che conosce la sapienza divina [..]» (Salviati, Prima giornata). Questa affermazione susciterà in seguito la reazione della Chiesa: la conoscenza dell'uomo, sia pure limitatamente alla matematica, viene resa simile e messa sullo stesso piano della sapienza divina. Galilei è infatti convinto che la matematica esprima verità assolute che si impongono allo stesso modo all'uomo e a Dio: con la sola differenza che Dio le possiede tutt'intere, mentre l'uomo le ha limitate.
Galilei quindi non considera il valore simbolico della matematica. Quello che dà valore, non di verità, ma di utilità alla matematica e a tutte le scienze che fanno riferimento ad essa, non è il simbolo matematico in sé ma la realtà a cui rimanda quel simbolo. La matematica in sé e per sé è una pura astrazione: tanto più esatta e "vera", diceva David Hume, quanto più lontana dalla realtà.. Questo è l'errore che commette Galilei invadendo il campo della religione: egli attribuisce un valore assoluto di verità alla matematica e di conseguenza alle scienze fisiche, trascurando che è la Chiesa che si considera depositaria di Verità assolute (naturalmente per chi ci vuole credere).
Quindi con il processo a Galilei la Chiesa interveniva energicamente a tutelare la sua funzione di unica depositaria di verità assolute. Certo non nelle forme con cui l'ha fatto, ma qui valga la lezione crociana, già sopra richiamata, sulla differenza tra giudizio storico, che serve a capire, e giudizio morale con cui esprimiamo condanne o assoluzioni in nome di princìpi morali indiscutibili che storicamente non hanno senso se non quello di istituire tribunali che dovrebbero giudicare fantasmi.

### Eredità galileiana: matematica e metafisica
La convinzione che da Galilei in poi si afferma nella scienza, e che cioè essa esprima verità assolute, ostacolerà il progresso scientifico: solo quando il relativismo scientifico metterà in discussione la certezza dei risultati sino a quel momento raggiunti, solo allora proseguirà nel suo cammino progressivo. Non si avrà mai la forza di usare il dubbio se si è convinti di trovarsi di fronte a verità assolutamente certe mentre «Una teoria è scientifica nella misura in cui può essere smentita» (Karl Popper). Così anche P. Feyerabend, il teorico della ricerca anarchica, sembra confermare questa tesi sia pure in un complessivo riconoscimento del merito scientifico di Galilei.
La convinzione di Galilei che l'uomo possa attingere verità assolute, con la matematica e quindi con la scienza, porterà il cammino della filosofia verso la metafisica di Cartesio convinto che l'uomo possa raggiungere l'assolutezza della verità con l'uso della ragione. È da Galilei che Cartesio trae la convinzione che le regole matematiche che egli ha usato e che gli sono state utili, siano in effetti regole che appartengono non tanto alla matematica, non soltanto a lei, ma ad una scienza unica assoluta di cui la stessa matematica fa parte. La metafisica insita nel metodo cartesiano rientrerà così nella filosofia e bisognerà attendere il Settecento illuministico e kantiano per bandirla dalla filosofia e dalla scienza.